# Gran Premio de Aragón de Motociclismo de 2021
El Gran Premio de Aragón de Motociclismo de 2021 (oficialmente Gran Premio Tissot de Aragón) fue la decimotercera prueba del Campeonato del Mundo de Motociclismo de 2021. Tuvo lugar en el fin de semana del 10 al 12 de septiembre de 2021 en el MotorLand Aragón, situado en la localidad de Alcañiz, Provincia de Teruel, Aragón, España.
La carrera de MotoGP fue ganada por Francesco Bagnaia, seguido de Marc Márquez y Joan Mir. Raúl Fernández fue el ganador de la prueba de Moto2, por delante de Remy Gardner y Augusto Fernández. La carrera de Moto3 fue ganada por Dennis Foggia, Deniz Öncü fue segundo y Ayumu Sasaki tercero.

## Resultados

### Resultados MotoGP
| Pos.    | N.º | Piloto            | Equipo                       | Constructor | Vueltas | Tiempo    | Parrilla | Puntos |
| ------- | --- | ----------------- | ---------------------------- | ----------- | ------- | --------- | -------- | ------ |
| 1       | 63  | Francesco Bagnaia | Ducati Lenovo Team           | Ducati      | 23      | 41:44.422 | 1        | 25     |
| 2       | 93  | Marc Márquez      | Repsol Honda Team            | Honda       | 23      | +0.673    | 4        | 20     |
| 3       | 36  | Joan Mir          | Team SUZUKI ECSTAR           | Suzuki      | 23      | +3.911    | 7        | 16     |
| 4       | 41  | Aleix Espargaró   | Aprilia Racing Team Gresini  | Aprilia     | 23      | +9.269    | 6        | 13     |
| 5       | 43  | Jack Miller       | Ducati Lenovo Team           | Ducati      | 23      | +11.928   | 2        | 11     |
| 6       | 23  | Enea Bastianini   | Avintia Esponsorama          | Ducati      | 23      | +13.757   | 9        | 10     |
| 7       | 33  | Brad Binder       | Red Bull KTM Factory Racing  | KTM         | 23      | +14.064   | 12       | 9      |
| 8       | 20  | Fabio Quartararo  | Monster Energy Yamaha MotoGP | Yamaha      | 23      | +16.575   | 3        | 8      |
| 9       | 89  | Jorge Martín      | Pramac Racing                | Ducati      | 23      | +16.615   | 5        | 7      |
| 10      | 30  | Takaaki Nakagami  | LCR Honda IDEMITSU           | Honda       | 23      | +16.904   | 11       | 6      |
| 11      | 27  | Iker Lecuona      | Tech3 KTM Factory Racing     | KTM         | 23      | +17.124   | 13       | 5      |
| 12      | 42  | Álex Rins         | Team SUZUKI ECSTAR           | Suzuki      | 23      | +17.710   | 20       | 4      |
| 13      | 44  | Pol Espargaró     | Repsol Honda Team            | Honda       | 23      | +19.680   | 8        | 3      |
| 14      | 88  | Miguel Oliveira   | Red Bull KTM Factory Racing  | KTM         | 23      | +22.703   | 18       | 2      |
| 15      | 9   | Danilo Petrucci   | Tech3 KTM Factory Racing     | KTM         | 23      | +25.723   | 16       | 1      |
| 16      | 35  | Cal Crutchlow     | Monster Energy Yamaha MotoGP | Yamaha      | 23      | +26.413   | 15       |        |
| 17      | 5   | Johann Zarco      | Pramac Racing                | Ducati      | 23      | +26.620   | 10       |        |
| 18      | 12  | Maverick Viñales  | Aprilia Racing Team Gresini  | Aprilia     | 23      | +27.128   | 19       |        |
| 19      | 46  | Valentino Rossi   | Petronas Yamaha SRT          | Yamaha      | 23      | +32.517   | 21       |        |
| 20      | 10  | Luca Marini       | SKY VR46 Avintia             | Ducati      | 23      | +39.073   | 17       |        |
| Ret     | 96  | Jake Dixon        | Petronas Yamaha SRT          | Yamaha      | 1       | Caída     | 22       |        |
| Ret     | 73  | Álex Márquez      | LCR Honda CASTROL            | Honda       | 0       | Caída     | 14       |        |
| Fuente: |     |                   |                              |             |         |           |          |        |

### Resultados Moto2
| Pos.    | N.º | Piloto                | Constructor | Vueltas | Tiempo    | Parrilla | Puntos |
| ------- | --- | --------------------- | ----------- | ------- | --------- | -------- | ------ |
| 1       | 25  | Raúl Fernández        | Kalex       | 21      | 39:49.990 | 3        | 25     |
| 2       | 87  | Remy Gardner          | Kalex       | 21      | +5.408    | 2        | 20     |
| 3       | 37  | Augusto Fernández     | Kalex       | 21      | +6.824    | 12       | 16     |
| 4       | 9   | Jorge Navarro         | Boscoscuro  | 21      | +7.051    | 7        | 13     |
| 5       | 44  | Arón Canet            | Boscoscuro  | 21      | +10.695   | 11       | 11     |
| 6       | 21  | Fabio Di Giannantonio | Kalex       | 21      | +15.160   | 8        | 10     |
| 7       | 54  | Fermín Aldeguer       | Boscoscuro  | 21      | +16.730   | 17       | 9      |
| 8       | 79  | Ai Ogura              | Kalex       | 21      | +17.085   | 5        | 8      |
| 9       | 14  | Tony Arbolino         | Kalex       | 21      | +17.704   | 23       | 7      |
| 10      | 24  | Simone Corsi          | MV Agusta   | 21      | +20.121   | 20       | 6      |
| 11      | 23  | Marcel Schrötter      | Kalex       | 21      | +20.852   | 15       | 5      |
| 12      | 42  | Marcos Ramírez        | Kalex       | 21      | +24.602   | 10       | 4      |
| 13      | 16  | Joe Roberts           | Kalex       | 21      | +26.086   | 18       | 3      |
| 14      | 6   | Cameron Beaubier      | Kalex       | 21      | +29.101   | 19       | 2      |
| 15      | 13  | Celestino Vietti      | Kalex       | 21      | +30.301   | 26       | 1      |
| 16      | 70  | Barry Baltus          | NTS         | 21      | +30.420   | 22       |        |
| 17      | 81  | Manuel González       | MV Agusta   | 21      | +34.977   | 30       |        |
| 18      | 62  | Stefano Manzi         | Kalex       | 21      | +35.789   | 24       |        |
| 19      | 55  | Hafizh Syahrin        | NTS         | 21      | +36.036   | 25       |        |
| 20      | 17  | John McPhee           | Kalex       | 21      | +47.756   | 29       |        |
| 21      | 18  | Xavier Cardelús       | Kalex       | 21      | +47.834   | 31       |        |
| Ret     | 35  | Somkiat Chantra       | Kalex       | 17      | Caída     | 27       |        |
| Ret     | 11  | Nicolò Bulega         | Kalex       | 16      | Retirado  | 14       |        |
| Ret     | 22  | Sam Lowes             | Kalex       | 13      | Retirado  | 1        |        |
| Ret     | 64  | Bo Bendsneyder        | Kalex       | 12      | Retirado  | 28       |        |
| Ret     | 72  | Marco Bezzecchi       | Kalex       | 12      | Retirado  | 9        |        |
| Ret     | 19  | Lorenzo Dalla Porta   | Kalex       | 7       | Caída     | 21       |        |
| Ret     | 75  | Albert Arenas         | Boscoscuro  | 5       | Caída     | 6        |        |
| Ret     | 40  | Héctor Garzó          | Kalex       | 4       | Caída     | 4        |        |
| Ret     | 97  | Xavi Vierge           | Kalex       | 3       | Caída     | 13       |        |
| Ret     | 12  | Thomas Lüthi          | Kalex       | 3       | Caída     | 16       |        |
| Ret     | 74  | Piotr Biesiekirski    | Kalex       | 2       | Caída     | 32       |        |
| 1.      |     |                       |             |         |           |          |        |
| Fuente: |     |                       |             |         |           |          |        |

### Resultados Moto3
| Pos.    | N.º | Piloto             | Constructor | Vueltas | Tiempo    | Parrilla | Puntos |
| ------- | --- | ------------------ | ----------- | ------- | --------- | -------- | ------ |
| 1       | 7   | Dennis Foggia      | Honda       | 19      | 37:53.710 | 14       | 25     |
| 2       | 53  | Deniz Öncü         | KTM         | 19      | +0.041    | 6        | 20     |
| 3       | 71  | Ayumu Sasaki       | KTM         | 19      | +0.644    | 16       | 16     |
| 4       | 28  | Izan Guevara       | Gas Gas     | 19      | +0.708    | 13       | 13     |
| 5       | 23  | Niccolò Antonelli  | KTM         | 19      | +0.878    | 8        | 11     |
| 6       | 16  | Andrea Migno       | Honda       | 19      | +1.180    | 5        | 10     |
| 7       | 40  | Darryn Binder      | Honda       | 19      | +2.133    | 1        | 9      |
| 8       | 82  | Stefano Nepa       | KTM         | 19      | +2.685    | 19       | 8      |
| 9       | 24  | Tatsuki Suzuki     | Honda       | 19      | +2.786    | 3        | 7      |
| 10      | 5   | Jaume Masiá        | KTM         | 19      | +4.714    | 15       | 6      |
| 11      | 6   | Ryusei Yamanaka    | KTM         | 19      | +8.275    | 27       | 5      |
| 12      | 31  | Adrián Fernández   | Husqvarna   | 19      | +9.499    | 22       | 4      |
| 13      | 63  | Syarifuddin Azman  | Honda       | 19      | +9.645    | 21       | 3      |
| 14      | 55  | Romano Fenati      | Husqvarna   | 19      | +14.797   | 17       | 2      |
| 15      | 54  | Riccardo Rossi     | KTM         | 19      | +18.880   | 23       | 1      |
| 16      | 27  | Kaito Toba         | KTM         | 19      | +18.894   | 18       |        |
| 17      | 92  | Yuki Kunii         | Honda       | 19      | +19.272   | 25       |        |
| 18      | 11  | Sergio García      | Gas Gas     | 19      | +19.888   | 4        |        |
| 19      | 73  | Maximilian Kofler  | KTM         | 19      | +19.933   | 24       |        |
| 20      | 19  | Andi Farid Izdihar | Honda       | 19      | +38.640   | 26       |        |
| 21      | 67  | Alberto Surra      | Honda       | 19      | +38.744   | 28       |        |
| Ret     | 52  | Jeremy Alcoba      | Honda       | 18      | Caída     | 7        |        |
| Ret     | 20  | Lorenzo Fellon     | Honda       | 18      | Caída     | 10       |        |
| Ret     | 43  | Xavier Artigas     | Honda       | 15      | Caída     | 12       |        |
| Ret     | 37  | Pedro Acosta       | KTM         | 15      | Caída     | 9        |        |
| Ret     | 99  | Carlos Tatay       | KTM         | 12      | Retirado  | 20       |        |
| Ret     | 2   | Gabriel Rodrigo    | Honda       | 5       | Caída     | 2        |        |
| Ret     | 12  | Filip Salač        | KTM         | 2       | Caída     | 11       |        |
| Fuente: |     |                    |             |         |           |          |        |